# Bielovce
Bielovce este o comună slovacă, aflată în districtul Levice din regiunea Nitra. Localitatea se află la altitudinea de 115 m deasupra n.m., se întinde pe o suprafață de 11,38 km2 și în 2017 număra 224 de locuitori.

## Istoric
Localitatea Bielovce este atestată documentar din 1138.

## Demografie
| An:                | 1994 | 2004    | 2014   | 2024   |
| ------------------ | ---- | ------- | ------ | ------ |
| Număr de persoane: | 313  | 247     | 224    | 213    |
| Diferență:         |      | −21,08% | −9,31% | −4,91% |

| An:                | 2023 | 2024   |
| ------------------ | ---- | ------ |
| Număr de persoane: | 211  | 213    |
| Diferență:         |      | +0,94% |